# Bianor diversipes
Bianor diversipes är en spindelart som beskrevs av Simon 1901. Bianor diversipes ingår i släktet Bianor och familjen hoppspindlar. Inga underarter finns listade.